# Carl H. June

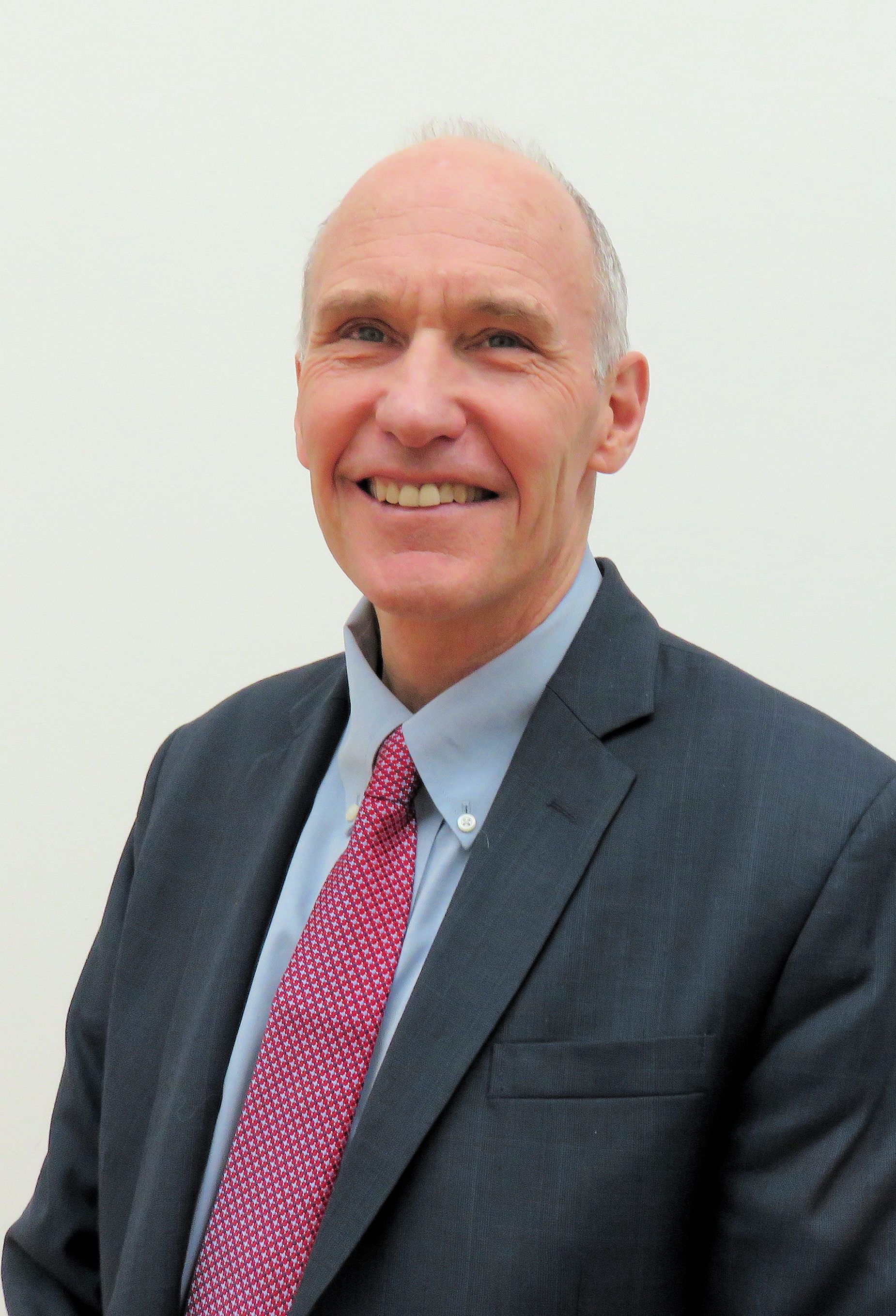
Carl H. June (2015)

Carl H. June (* 1953) ist ein US-amerikanischer Immunologe. Er lehrt an der Pennsylvania Perelman School of Medicine (University of Pennsylvania).
Junes Forschungsgruppe befasst sich mit den Mechanismen der Aktivierung von Lymphozyten. Hierbei geht es insbesondere um die Entwicklung und Testung neuer Formen der Immuntherapie von Krebs (Krebsimmuntherapie) oder der Immuntherapie von chronischen Infektionen.

## Leben
June erwarb 1971 einen Bachelor in Biologie an der United States Naval Academy in Annapolis, Maryland, und 1979 einen M.D. am Baylor College of Medicine in Houston, Texas. 1978/1979 arbeitete er als Forschungsassistent im immunologischen Forschungszentrum der Weltgesundheitsorganisation in Genf. Seine Facharztausbildung in Innerer Medizin absolvierte er zwischen 1979 und 1983 am National Naval Medical Center in Bethesda, Maryland, hatte aber gleichzeitig schon Lehraufgaben an der Uniformed Services University of the Health Sciences, ebenfalls in Bethesda. Zwischen 1983 und 1985 arbeitete er als Postdoktorand bei E. Donnell Thomas am Fred Hutchinson Cancer Research Center in Seattle, Washington.
1986 erhielt June eine erste Professur (Assistant Professor, 1990 Associate Professor) für Innere Medizin an der Uniformed Services University of the Health Sciences, 1995 wurde er ordentlicher Professor. 1999 wechselt er als Professor für Molecular and Cellular Engineering (etwa: Bioingenieurwesen) an die University of Pennsylvania School of Medicine. 2001 wechselte er auf eine Professur für Pathologie und Labormedizin ebendort, seit 2004 hat er zusätzlich eine Professur für Innere Medizin inne. Heute (Stand 2014) ist June Leiter der Abteilung für Translationale Forschung am Abramson Family Cancer Research Institute der University of Pennsylvania.

## Wirken
Auf dem Gebiet der Signaltransduktion bei T-Zellen befassen sich die Arbeiten von Junes Arbeitsgruppe mit CD28 und CTLA-4, neuere Arbeiten befassen sich mit der Regulation der Expression von Chemokinrezeptoren auf T-Zellen. Weitere Untersuchungen haben die Rolle der Telomerase-Expression beim Erhalt der Telomere und bei der replikativen Alterung der T-Zellen zum Thema. Neuartige Lentiviren-Expressionssysteme erlauben erstmals mechanistische Untersuchungen der T-Zell-Costimulation primärer T-Zellen.
Das Potenzial angepasster Immuntherapie bei Krebs und HIV-Infektion ist Gegenstand von Junes Forschungen. So wurden Techniken zur effizienten und großangelegten Anzüchtung polyklonaler HIV-CD-4+- und -CD-8+-T-Helferzellen entwickelt. Klinische Studien untersuchen adoptive Immuntherapien mit eigenen (autologen) und fremden (allogenen) T-Zellen. Mehrere Studien verwenden dabei gentechnisch veränderte T-Zellen. June hat die CART-19-Therapie gegen Leukämie entwickelt.

## Auszeichnungen (Auswahl)
- 1996 Legion of Merit
- 2005 Bristol-Myers Squibb Freedom to Discover Award
- 2012 William B. Coley Award[1]
- 2012 Mitglied des Institute of Medicine (heute National Academy of Medicine)[2]
- 2014 Karl Landsteiner Memorial Award[3]
- 2014 Mitglied der American Academy of Arts and Sciences[4]
- 2015 Paul-Ehrlich-und-Ludwig-Darmstaedter-Preis (mit James P. Allison)[5]
- 2018 Passano Award (mit Michel Sadelain)
- 2018 Albany Medical Center Prize (mit James P. Allison und Steven A. Rosenberg)
- 2019 Harrington Prize for Innovation in Medicine
- 2020 Mitglied der National Academy of Sciences
- 2020 Mitglied der American Philosophical Society
- 2021 Dan-David-Preis
- 2022 Keio Medical Science Prize
- 2023 AACR Award for Lifetime Achievement in Cancer Research
- 2024 Breakthrough Prize in Life Sciences[6]
- 2024 Warren Alpert Foundation Prize
- 2024 Abarca Prize[7]